# Чеканка

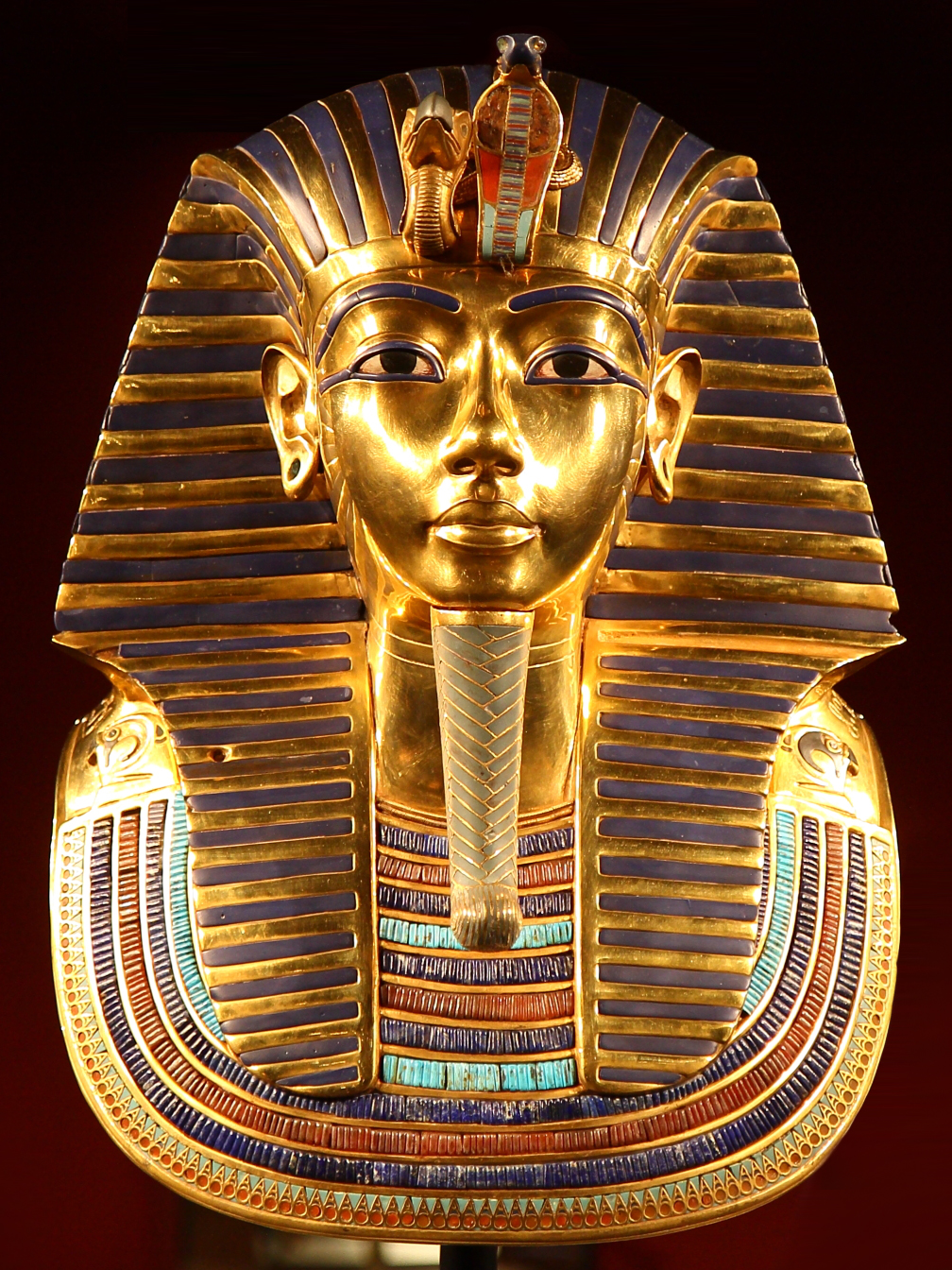
Маска мумии Тутанхамона. Золото; Египет.

Чеканка — технологический процесс изготовления рисунка, надписи, изображения, заключающийся в выбивании на пластине определённого рельефа. Один из видов декоративно-прикладного искусства, в частности художественной обработки металла.
Техника чеканки применяется при создании посуды, декоративных панно, различных ювелирных украшений.

## Инструменты и материалы
Рельеф на листовом металле выбивают, ударяя выколоточным молотком по чекану. И молотки, и чеканы изготовляют как из металла, так и древесины.
Для чеканных работ применяют такие металлы как латунь, медь, алюминий и сталь толщиной от 0,2 до 1 мм, в некоторых случаях золото и серебро.
Рельеф или рисунок можно чеканить, положив лист металла на торец березового или липового кряжа, на войлок, толстую резину, брезентовый мешок с речным песком, слой пластилина или смолы. В некоторых случаях более удобна свинцовая плита.
Процесс художественной чеканки завершает декоративная отделка: чернение или высветление металла.  

## Галерея

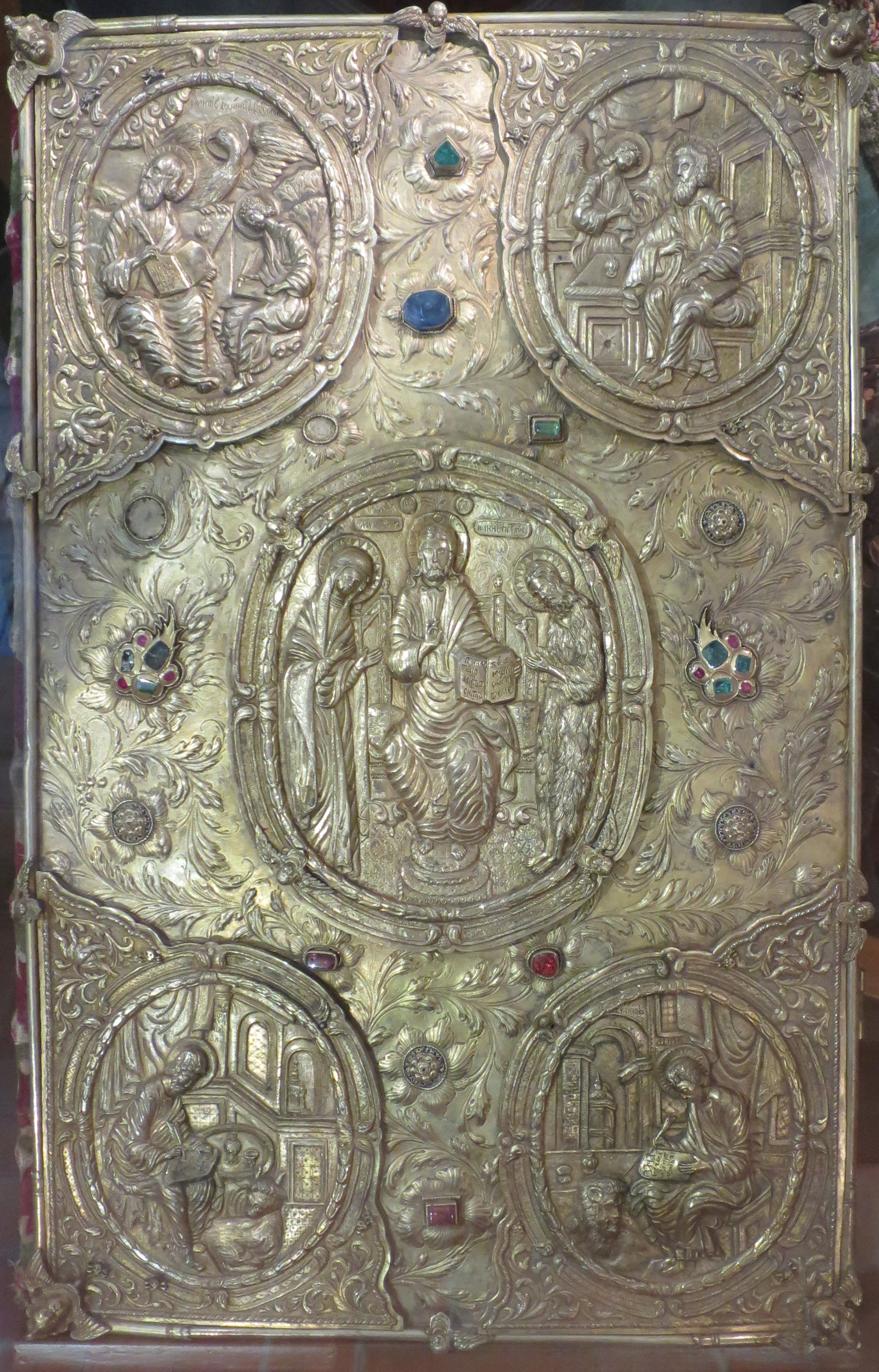
Обложка книги в чеканной технике repoussé, Москва
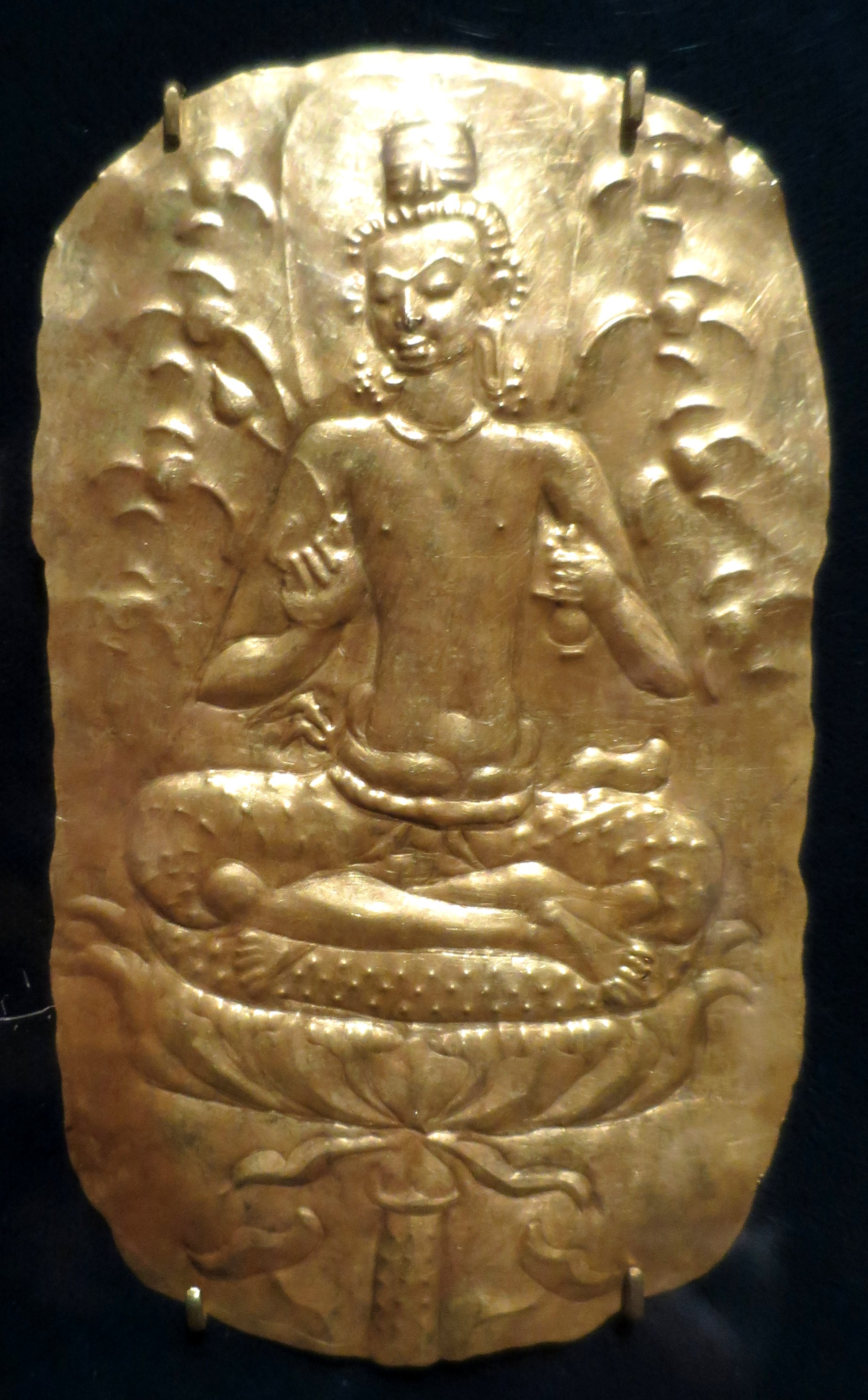
"Бодхисаттва", Таиланд, золото, repoussé, 7 в н.э.
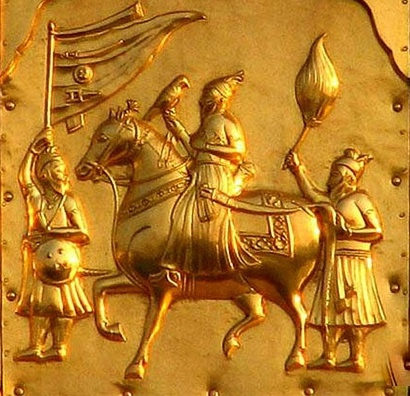
Изображение Гуру Гобинда Сингха с сопровождающими, 1830-е гг, позолоченная медная пластина, Золотой храм (Дарбар Сахиб), Амритсар, Индия

## История
Техники репуссе и чеканки появились еще в античности и широко использовались при работе с золотом и серебром для тонкой детализации, и с медью, оловом и бронзой для создания крупных скульптур.

### Европейская предыстория и бронзовый век
В III тысячелетии до н. э. на Ближнем Востоке были введены различные методы полумассового производства, позволяющие избежать повторяющейся свободной ручной работы. С помощью простейшей техники, Листовое золото можно было прессовать в рисунки, вырезанные в камне гравировкой в, костях , металле или других материалах, методом твердофазного изменения .Золото можно было обрабатывать деревянными инструментами или, что более распространено, пробивать молотком по восковой или свинцовой "силе".

## Чеканка монет
Чеканка монет характеризуется созданием рельефа на поверхности металла зачастую большей толщины, чем при художественной чеканке (больше 1 мм). Осуществляется путём сильных ударов штемпелем — пуансоном, имеющим углубленные изображения и надписи. Для точности и достаточной силы удара используются специальные станки.